# 柯林·杜瑞茲
柯林·杜瑞茲（英語：Colin Duriez，1947年7月19日—）是一位英國學者與作家，專門研究J·R·R·托爾金與C·S·路易斯等人的奇幻文學作品，撰有不少探討中土大陸與納尼亞的書籍或論文，著作包括《聖經、魔戒與奇幻宗師》、《魔戒的鍛造者：托爾金傳》等。
他曾從事新聞及出版工作，於1983年移居萊斯特。
2003年，杜瑞茲接受了《魔戒電影三部曲》加長版DVD的採訪。

## 著作
- 《Bedeviled: Lewis, Tolkien and the Shadow of Evil》
- 《The C.S. Lewis Encyclopedia》
- 《The Inklings Handbook》 （與David Porter合著）
- 《Tolkien and the Lord of the Rings: A Guide to Middle Earth》
- 《A Field Guide to Narnia》
- 《A Field Guide to Harry Potter》
- 《The Poetic Bible》(compiler)
- 《魔戒的鍛造者：托爾金傳》（英語：J.R.R. Tolkien: The Making of a Legend）
- 《The Unauthorised Harry Potter Companion》
- 《Francis Schaeffer: An Authentic Life》
- 《聖經、魔戒與奇幻宗師》（英語：Tolkien and C.S. Lewis: The Gift of Friendship）
- 《The C.S. Lewis Chronicles》
- 《AD 33: The Year That Changed the World》

## 外部連結
- 柯林·杜瑞茲的Facebook專頁（英文）